# Fame à la mode
Albums de Michel Polnareff
Michel Polnareff
(1974) Lipstick
(1976)
Fame à la mode est le 5e album studio de Michel Polnareff sorti en 1975.
Polnareff exilé aux États-Unis essaye de rentrer dans les charts américains avec cet album entièrement chanté en anglais.  Mais le succès ne sera pas vraiment au rendez-vous malgré des titres tels Fame à la mode, alternant lenteurs vocales et parties syncopées, voire dance, dans des arrangements synthétiques assez complexes, bruitages compris, ou Jesus for Tonite, censuré aux États-Unis.

## Liste des titres
Toute la musique est composée par Michel Polnareff.
| No | Titre               | Paroles                           | Durée |
| -- | ------------------- | --------------------------------- | ----- |
| 1. | Fame à la mode      | Jacob Brackman                    | 4:35  |
| 2. | No No No No Not Now | Toni Stern                        | 2:30  |
| 3. | Wandering Man       | Jacob Brackman                    | 3:30  |
| 4. | So Long Beauty      | Jacob Brackman                    | 5:08  |
| 5. | Come on Lady Blue   | Toni Stern                        | 2:27  |
| 6. | Rainy Day Song      | Jacob Brackman                    | 3:17  |
| 7. | Jesus for Tonite    | Jacob Brackman, George S. Clinton | 3:35  |
| 8. | Holding on to Smoke | Jacob Brackman                    | 3:35  |
| 9. | Since I Saw You     | Michel Polnareff, Greg Prestopino | 2:50  |

## Musiciens
- Michel Polnareff : chant, guitare, piano
- Lee Ritenour : guitare
- Andrew Gold : guitare
- Leland Sklar : basse
- Jim Gordon : batterie